# Dispensehe
Als Dispensehe, volkstümlich auch Sever-Ehe, bezeichnet man ein heftig umstrittenes Rechtsinstrument im Österreich der Zwischenkriegszeit.
Als Landeshauptmann ermöglichte Albert Sever die sogenannten „Sever-Ehen“, die Wiederheirat geschiedener Katholiken. Diesen ist nach den kirchlichen Prinzipien bis heute eine zweite Ehe verboten. Eine obligatorische Zivilehe mit der Möglichkeit der Scheidung gab es in Österreich vor 1938 nicht, die Regelungen richteten sich nach der jeweiligen Konfession. Dies hatten die Katholische Kirche und die Christlichsoziale Partei durchgesetzt. Mittels Verordnung schuf Sever aber die Möglichkeit, beim Landeshauptmann um Dispens von diesem Verbot anzusuchen. So konnten „wilde“ Ehen zu staatlich anerkannten gemacht werden.
Der Verfassungsgerichtshof (VfGH) und der Oberste Gerichtshof (OGH) waren in dieser Sache uneins. Der OGH sah Severs Verordnung und die darauf fußenden Wiederverheiratungen Geschiedener als ungültig, der VfGH erklärte sie für gültig. Von dieser Möglichkeit der Dispensierung vom Ehehindernis des existierenden Ehebands machten über 15000 Paare Gebrauch. Man sprach von den sogenannten „Sever-Ehen“. Der Verfassungsgerichtshof, der die Dispensehen als gültig ansah, wurde daraufhin im Jahr 1929 „entpolitisiert“ mit Wirkung ab 15. Februar 1930 und eine Neubestellung der an sich auf Lebenszeit bestellten Verfassungsrichter vorgenommen. Dabei wurde der angesehene Verfassungsjurist Hans Kelsen, der als „Vater des Verfassungsgerichtshofs“, aber auch als Befürworter der Dispensehe galt, nicht mehr in den Kreis der Richter aufgenommen.